# Neosisyphus baoule
Neosisyphus baoule là một loài bọ cánh cứng trong họ Bọ hung (Scarabaeidae).